# زاویه مماسی

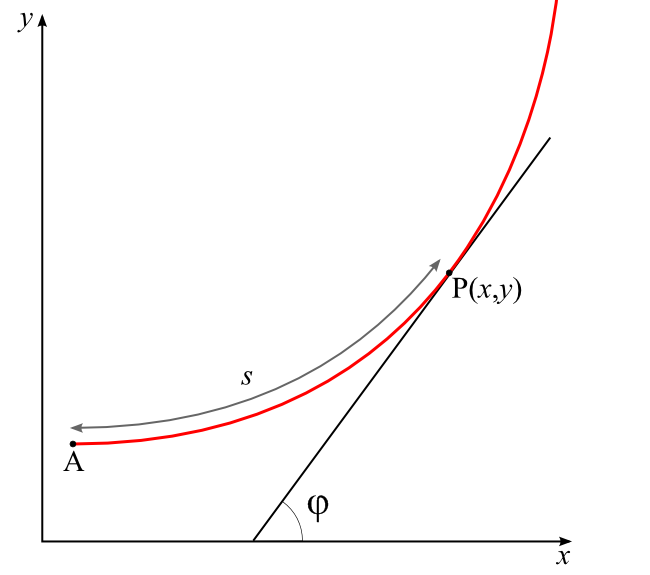

در هندسه، زاویه مماسی (انگلیسی: Tangential angle) یک منحنی در نقطه‌ای معین برابر است با زاویهٔ بین خط مماس به منحنی در آن نقطه و محور {\displaystyle x}ها.

## معادله
اگر معادلهٔ پارامتریک منحنی (x(t), y(t))باشد، زاویهٔ مماسی φ در t تا مضربی از 2π برابر است با:
{\displaystyle {\frac {{\big (}x'(t),\ y'(t){\big )}}{{\big |}x'(t),\ y'(t){\big |}}}=(\cos \varphi ,\ \sin \varphi ).}